# Tomás Yepes

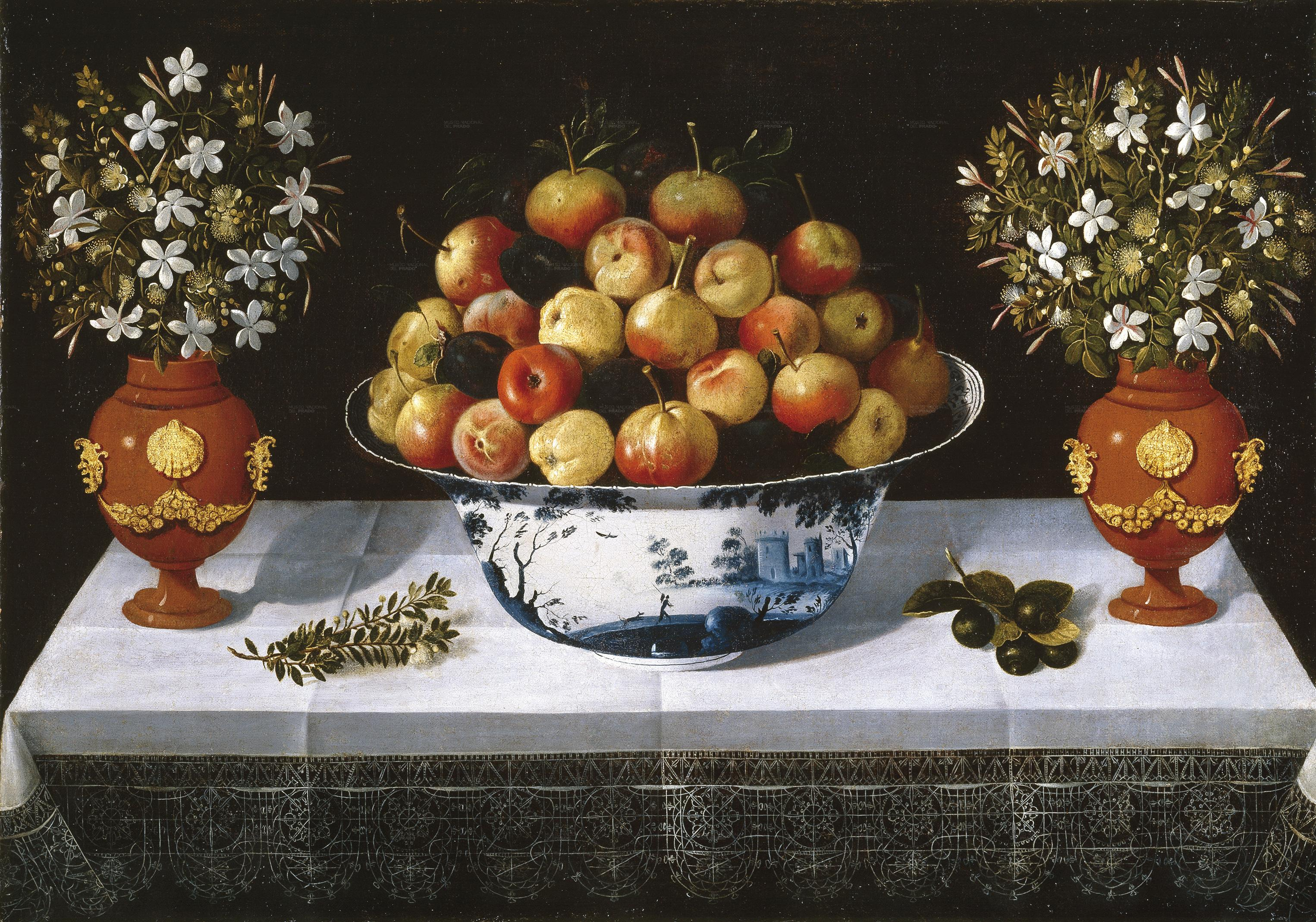
Frutero de Delft y dos floreros, óleo sobre lienzo, 67 x 96 cm. Madrid, Museo del Prado. Fechado en 1642, es uno de los dos primeros bodegones de Yepes de fecha segura que se ha conservado.

Tomás Yepes o Hiepes (c. 1598-Valencia, c. 1668) fue un pintor barroco español, especializado en la pintura de bodegones y floreros, de la que será el mejor exponente en Valencia, donde este género se introdujo con cierto retraso. De Yepes se conserva un número relativamente abundante de pinturas firmadas entre 1642 y 1668, latinizando frecuentemente su apellido, Hiepes, a partir de las obras fechadas después de 1649.

## Biografía
Pocos datos se conocen de sus primeros años de vida. Alfonso E. Pérez Sánchez supone, y así se admite generalmente, que se trate del mismo «Tomás Yepes, pintor» que aparece inscrito el 16 de octubre de 1616 en el Colegio de Pintores de Valencia. Rondaría los 18 años y debía de estar ya formado como pintor, aunque se ignora con qué maestro tuvo lugar su aprendizaje, considerando la casi total ausencia de precedentes en la pintura valenciana de naturalezas muertas, a diferencia de lo que se podía encontrar en Castilla donde el bodegón era un género ya bien asentado. No hay más noticias hasta pasados seis años, el 5 de noviembre de 1622. Se trata del reconocimiento  notarial de una deuda contraída con Honorato Fornes, pastelero de Valencia, que se comprometía a saldar con la pintura de un cuadro «de la venida de Cristo», que debía tener acabado para el día de Navidad del año siguiente. El acuerdo incluía la venta a continuación del cuadro al mejor postor en la plaza de la seo y repartirse a partes iguales la diferencia entre lo adeudado y el precio final de venta. En 1630 se le encuentra mencionado en diversos documentos notariales, ya casado con Isabel Ana Heres o Eres, hija de Gaspar Heres, carpintero y «hombre rico», y en tratos comerciales con Medina del Campo. Por esas fechas una hermana del pintor, Vicenta, propietaria de una confitería, entabló un pleito contra él reclamándole el pago de unas deudas, que Yepes declaraba haber satisfecho con la entrega de algunas pinturas de género religioso que ella o su marido se habían encargado de vender, citando en concreto una de «Nuestra Señora, su Madre y San José» que habían vendido a José Mascó, labrador. En 1632 el notario Vicente Corts le compró unos cuadros de frutas por el precio de ocho libras valencianas, pero la siguiente noticia documental relativa a la obra del artista (1638), vuelve a hacer referencia a pinturas de devoción junto con cuatro paisajes.
Por algunos documentos notariales de junio y noviembre de 1635 en los que aparece como deudor y se le dice ausente, buena parte de ese año debió de residir fuera de Valencia. En noviembre de 1636, su mujer se constituyó junto con él en principal obligada de un préstamo de 100 libras tomado por Yepes, «para la feria de diciembre por letras remesas», y prometía pagarla con sus intereses a la vuelta de la feria. El desplazamiento a dicha feria —quizá la de Medina del Campo— podría tener por objeto vender sus pinturas, aunque no se citen, pero no cabe desconocer que él y su esposa aparecen frecuentemente en tratos y mercaderías de azúcar, por ejemplo, en 1632 y 1634; o de hilo y seda en 1633 y 1634. Además, cobran alquileres de casas y arrendamientos de tierras, actividades económicas todas ellas sin relación con el oficio de pintor y, al menos en parte, debidas a la herencia recibida por Ana Heres de su tío Vicente Pascual, presbítero, y otros miembros de la misma familia.

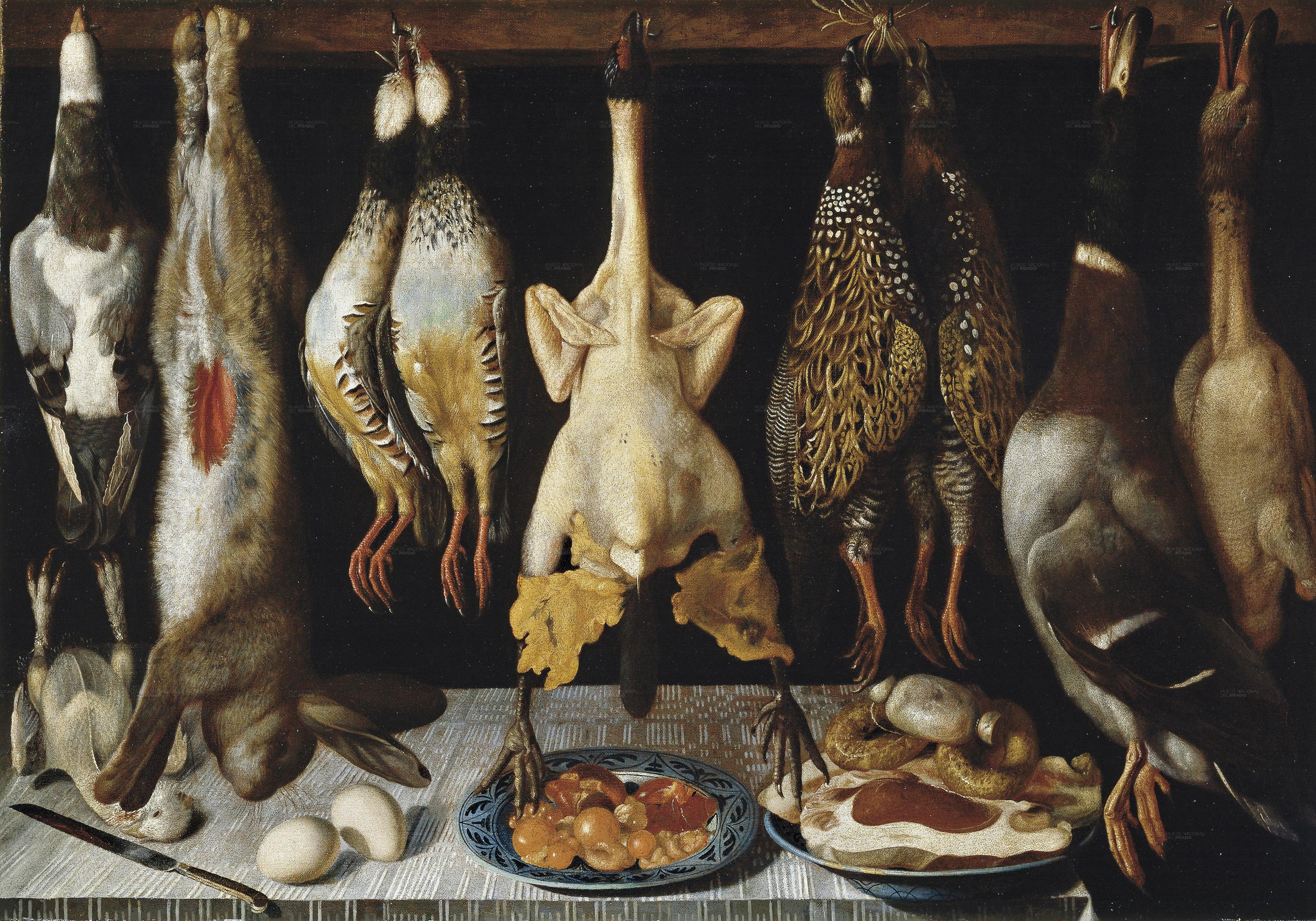
Bodegón de aves y liebre, óleo sobre lienzo, 115 x 86 cm. Museo del Prado. Firmado y fechado en el reverso: «thomas yepes / me fecit en Va./1643».

De 1642 data el primer óleo firmado que se ha conservado. De 1668 el último: el llamado simplemente Bodegón o Bodegón de cocina del Museo del Prado. En 1655 Marco Antonio Ortí, en el libro que dedicó a las fiestas por el segundo centenario de la canonización de san Vicente Ferrer, mencionaba a Yepes como el autor de las pinturas que se dispusieron en el claustro de Santo Domingo, en el que «había muchos quadros, donde estaban pintados muchos géneros de frutas, todos hijos del pincel de la mano de Yepes que es el pintor que, en razón de este linaje de imitación de frutas ha sabido adquirir muy singular opinión y crédito».
En marzo de 1669 Ana Heres es citada ya como viuda —y ausente— en un protocolo notarial en el que aparece como acreedora de fray Vicente Morales, dominico, por ración de la casa. Dos años más tarde vuelve a ser citada como viuda de Yepes, ahora de nuevo con residencia en la capital del Turia, en un protocolo notarial de reconocimiento de deuda, por el que Gregorio Sanchis, mercader de Valencia, figura como deudor de nueve libras y doce sueldos a cuenta de seis floreros de mano de su marido que ella le había entregado, presumiblemente para su venta.

## Obra

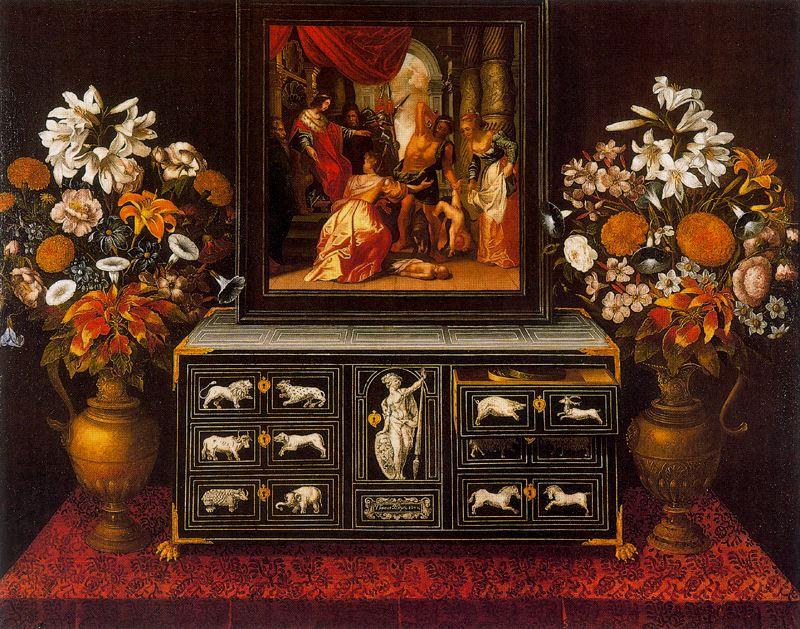
Bodegón con escritorio de ébano y floreros, 1654. Óleo sobre lienzo, 114 x 145 cm, Madrid, colección particular. Yepes se vale aquí de un grabado de Jacob Bink, para la figura de Atenea en marfil fingido en el centro del escritorio, y de una pintura de Rubens con el Juicio de Salomón, conocida por estampas de Boëtius à Bolswert, en el cuadrito colocado sobre el mueble flanqueado por dos floreros en estricta simetría.

En el panorama artístico valenciano de su tiempo Yepes constituye una excepción por su dedicación a la pintura de género de forma principal. Siendo muy abundante la documentación referida a actividades económicas, tanto suyas como de su esposa, y no faltando los lazos familiares con miembros de la iglesia y vínculos con la junta de fábrica del Colegio de Corpus Christi, no consta en esa documentación ningún encargo de pinturas que le hicieran el clero o las órdenes religiosas, a diferencia de lo que sucede con cualquiera de sus colegas de profesión, vinculados a los encargos eclesiásticos. Clientes documentados de sus pinturas son Vicente Corts, el mismo notario al que Yepes acude con frecuencia para dar fe de sus tratos; Antonio Mella, mercader de Valencia, con el que en 1635 tiene una deuda por el precio de «tantos cuadros entregados», y Pedro Jerónimo Merce, ausente, que en 1647 le paga 65 libras por dieciocho fruteros grandes que le había encargado por medio de Jacinto Crespo, corredor de comercio. De la documentación conservada tampoco se desprende trato estrecho con otros pintores. Únicamente con Esteban March aparece citado en una ocasión como «pintores expertos», encargados de tasar los bienes de Nofre Blay, civis. Con oficio de pintor firman como testigos en alguno de esos documentos notariales relacionados con Yepes, Silverio Garcés, Francisco Peñalba, Jerónimo Malondi, José Rubio, Florencio Ramón y Faustino González. Son todos ellos pintores exclusivamente conocidos por esas firmas, quizá oficiales o aprendices del taller de Yepes, sin obra propia conocida.
Silenciado por los primeros tratadistas españoles, Marcos Antonio Orellana le dedicó un extenso elogio, incluido el tópico recurso a la comparación con Zeuxis, al tiempo que apuntaba a la menor exposición pública de la pintura de género como posible causa de ese olvido:

Era [Yepes] muy especulativo y definido: hizo las flores desperfiladas, diáfanas y ligeras: las frutas con mucha naturalidad, y todo con admirable perfección. Son igualmente copiosas, que estimadas y famosas sus pinturas. Y no se ven canastos con fruta, flores, etc., viscochos, empanadas, quesos, tortas, cubiletes, muebles, o ahinas de repostería y otras cosas semejantes, bien executadas, conforme al natural, que luego no se crea y estime por cosa de Yepes, de cuya clase de pinturas de dicha mano están llenas las casas de esta Ciudad y Reyno. Persuadiéndome, que el no haberse extendido más su fama en escritos, y haberle pasado en silencio Palomino, ha sido por no ser essa clase de pinturas, de las que por sagradas
suelen ponerse a la pública expectación del pueblo en las Iglesias. Y dixe en escritos, porque de otra forma, es bien tribial y frequentado su nombre con aplauso, y yo mismo conservo de su mano con estimación un canasto lleno de ubas, cuyos granos diáfanos, y transparentes, con sus pámpanos, pudieran engañar a las aves, como aquellas otras ubas tan celebradas de Zeuxis.

Sus primeras obras emparentan con la producción de Van der Hamen. Los viajes que hiciese a Castilla en sus tratos comerciales parecen ser la clave de la «impronta castellana» de sus obras, un tanto arcaicas para esas fechas, con la rigurosa simetría de sus composiciones, la iluminación dirigida y la insistencia en remarcar la calidad de los objetos subrayando sus contornos y aplicando veladuras. Se trata de composiciones sencillas, con un número limitado de objetos: flores y unas pocas frutas en cuencos de porcelana, pero también dulces y postres como barquillos, bizcochos, turrones o frutas confitadas en sus cajas de madera a la manera de Van der Hamen, situados sobre una repisa dispuesta con un punto de vista levemente elevado y cubierta con mantel blanco con borde de encajes.
No abandonando este modo de hacer, en obras posteriores introduce una mayor variedad de motivos: las cerámicas de Manises en macetas de flores, rigurosamente frontales, alternan con los más sofisticados jarrones de porcelana de Delft, así en los dos floreros fechados en 1664 de colección Masaveu sobre ricos tapetes rameados. Y, con ellos, modestos cestos de mimbre y elegantes escritorios de ébano y marfil que sirven de apoyo a pinturas historiadas en las que imita grabados flamencos, piezas de caza y pescado o diversos cacharros de cocina, en los que se pone de manifiesto un modo de vida pulcro y ordenado. En ocasiones (Bodegón de higos en un paisaje, Museo Nacional del Prado), el bodegón se abre a un paisaje al que puede incorporarse algún animal vivo (Rincón de jardín con perrito, Museo Nacional del Prado) y, más raramente, la figura humana, presente en un único bodegón firmado, el llamado Muchacha en un jardín haciendo ramilletes de colección particular del Reino Unido, y llenando con sola su figura el espacio en Cazador bebiendo y Cazador dormido, del Museo de Bellas Artes de Valencia.

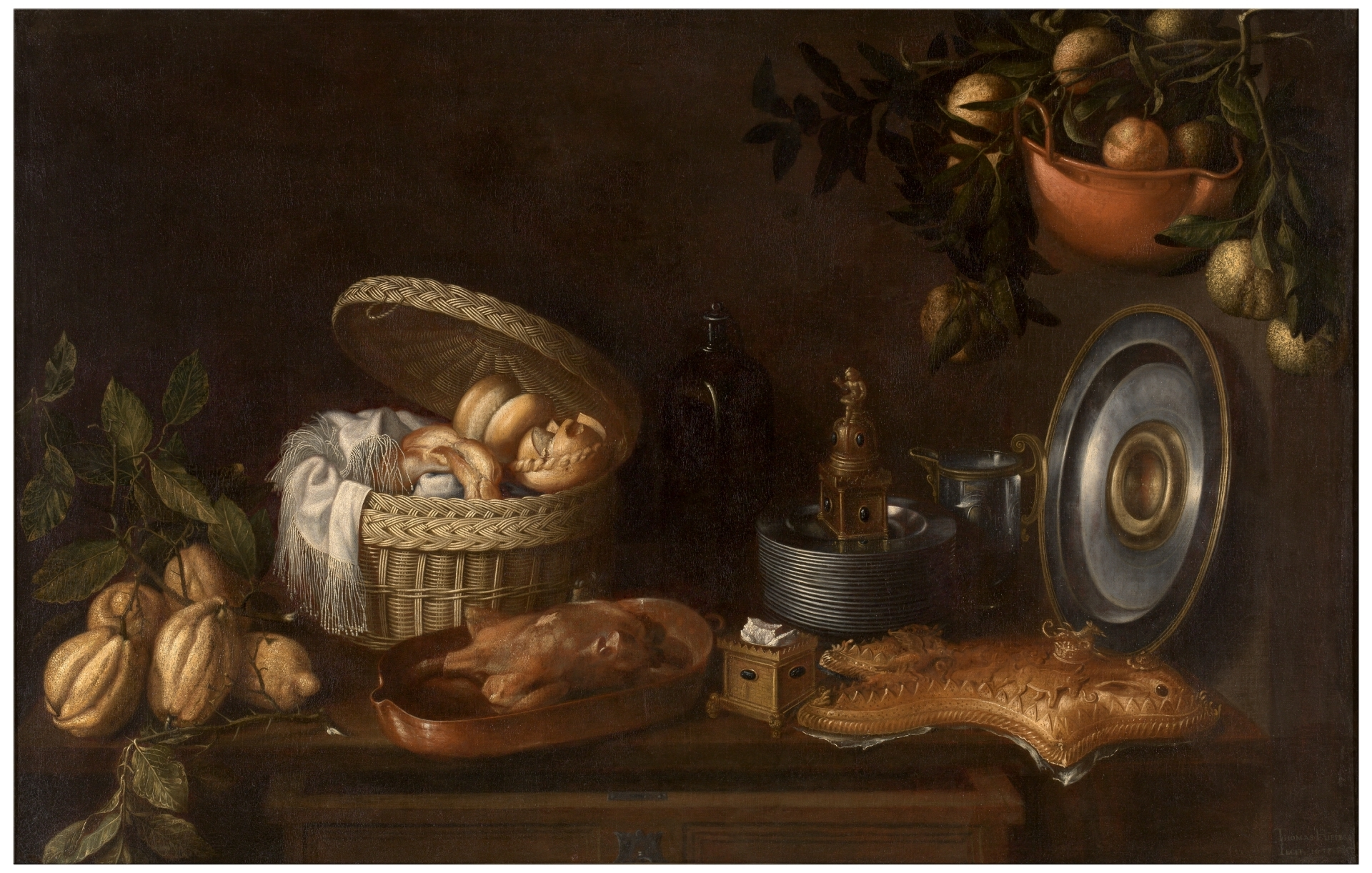
Bodegón, 1668. Óleo sobre lienzo, 102 x 157 cm, Madrid, Museo del Prado. Firmado el mismo año de su muerte, a la ruptura de la simetría, característica de su producción avanzada, se une aquí un interés nuevo por los reflejos metálicos.

El más completo conjunto de obras de Yepes se encuentra en el Museo del Prado, que disponía ya de siete bodegones, entre ellos Bodegón de uvas, fechado en 1649, Bodegón de cocina, 1658, y Rincón de jardín con perrito, a los que se han agregado en 2006 por dación de impuestos otros siete procedentes de la colección Naseiro, entre los que se encuentran los dos de fecha más temprana conocida, 1642: Frutero de Deft y dos floreros y Dos fruteros sobre una mesa. Con ellos, un Bodegón de aves y liebre, otro de dulces a la manera de Van der Hamen, un Paisaje con una vid, un bodegón de piezas de caza fechado en 1643, cuyo modelo podría ser el toledano Alejandro de Loarte, y dos floreros de 1643, que en conjunto permiten apreciar la versatilidad del pintor dentro del género.
Otras obras destacadas se conservan en el Museo de Bellas Artes de Valencia: Bodegón con frutero de cerámica y los citados Cazador bebiendo en un arroyo y Cazador dormido en un paisaje, estas dos últimas raras piezas en las que hace acto de presencia la figura humana. La Fondation Raus pour le Tiers-Monde (Zúrich) dispone de dos escenas de corral: Pavo, perdiz y paloma en una terraza y Gallo, gallina y polluelos. Y aún son abundantes los bodegones y floreros en colecciones privadas.
También se le atribuyen un par pinturas del género vanitas, en colección privada, de notable simplicidad, en las que, junto a la calavera y el reloj de arena, destacan las flores resueltas con todo género de pormenores. En uno de ellos, los elementos típicos del género y alusivos a la fugacidad de la vida se disponen sobre una gruesa peana en la que, en latín, hay una inscripción tomada de la primera epístola de san Pablo a los corintios: «Y como todos mueren en Adán, así también todos revivirán en Cristo» (I Corintios, 15,22). El llamamiento siempre unido a este género de pinturas a la meditación sobre la muerte, propiciado por la calavera de Adán con la mosca posada sobre ella, amplía aquí su significado con la invitación a reflexionar sobre la resurrección por la pasión y muerte de Cristo, simbolizada en el crucifijo que se alza entre las flores. De la pintura religiosa, de la que existe información documental, únicamente ha llegado a nuestros días una Virgen de los desamparados firmada en 1644 (Monasterio de las Descalzas Reales, Madrid) que es, en rigor, un bodegón o trampantojo de la venerada imagen en su altar, entre dos candelabros y totalmente recubierta de joyas, relicarios, rosarios y miniaturas pintadas, en cuya descripción el pintor ha puesto todos sus conocimientos de bodegonista.